# The Ordeal of Elizabeth
The Ordeal of Elizabeth è un film muto del 1916 diretto da Wilfrid North.

## Produzione
Il film fu prodotto dalla Vitagraph Company of America.

## Distribuzione
Distribuito dalla V-L-S-E, il film uscì nelle sale cinematografiche statunitensi il 15 maggio 1916.